# Corey Fisher
Anthony Guy Corey Fisher (Bronx, Nueva York, 8 de abril de 1988) es un jugador de baloncesto estadounidense. Con 1.85 de estatura, actualmente juega en el Ironi Nes Ziona B.C. israelí. Su puesto natural en la cancha es el de base.

## Trayectoria deportiva

### Universidad
Jugó durante cuatro temporadas con los Wildcats de la Universidad de Villanova, en las que promedió 12 puntos, 2,4 rebotes y 3,5 asistencias por partido.

### Profesional
No es elegido en Draft de la NBA de 2011 por ningún equipo, siendo su inicio en el baloncesto profesional en la liga de Turquía, donde es el séptimo máximo anotador de la competición  con el Antalya Büyükşehir Belediyesi. La temporada 2012-2013  juega en el Club Joventut de Badalona, donde promedia 14 puntos y 3 asistencias. En el verano del 2013 ficha por el Enisey Krasnoyarsk de Rusia.
Fisher hizo una gran temporada en el Enisey con 16.8 puntos y 3.4 asistencias en la VTB-League.
En verano de 2014 firma por el Fujian Quanzhou de China.
El 19 de julio de 2016, Fisher firmó un contrato con los Indios de San Francisco de Macorís de la Liga Nacional de Baloncesto. Sin embargo fue cortado dos días más tarde, tras aparecer en un partido.